# August Leskien
Johann Heinrich August Leskien (Kiel, 8 de julio de 1840-Leipzig, 20 de septiembre de 1916) fue un lingüista y filólogo alemán, exponente de la escuela neogramática que influyó profundamente en la indoeuropeística entre los siglos XIX y XX. Su mayor contribución consistió en formular la regularidad del cambio fonético: que estos no ocurren de forma azarosa, sino que son el producto de condiciones observables, que permiten formular las llamadas leyes fonéticas.

## Trayectoria
Nacido en Kiel, August Leskien estudió filología en la Universidad de Kiel y en la de Leipzig, donde en 1864 consiguió el doctorado. Desde ese año hasta 1866 enseñó griego y latín en la Thomasschule zu Leipzig. En 1866 estudió lingüística comparada en la Universidad de Jena, donde fue alumno de August Schleicher y obtuvo la habilitación docente el año siguiente. Desde 1867 fue profesor en la Universidad de Gotinga, desde 1869 en Jena y desde 1870 en Leipzig; allí enseñó Filología eslava, convirtiéndose en titular en 1876, y conservó la cátedra hasta 1916, año de su muerte.
El centro de sus investigaciones fue la lingüística indoeuropea. Junto con Karl Brugmann y Hermann Osthoff, Leskien fue un de los más influyentes inspiradores del movimiento de los neogramáticos. Se le debe en particular profundos estudios sobre las lenguas eslavas y bálticas; figura entre los fundadores de la revista especializada Archiv für slavische Philologie.
Legó su nombre a una ley fonética del lituano llamada «ley de Leskien», según la cual las vocales largas, junto con los diptongos /ie/ y /uo/, de entonación aguda se abrevian en sílaba final de palabra.

## Obras

### Ensayos
- (en latín) Rationem quam I. Bekker in restituendo digammo secutus est, Leipzig, F. A. Brockhaus, 1866.
- (en alemán) Zur neusten Geschichte der slawischen Sprachforschung, Berlín: Schade. 1868.
- (en alemán) Handbuch der altbulgarischen (altkirchenslavischen) Sprache. Grammatik, Texte, Glossar, Weimar, H. Böhlau, 1871. Agora en Leskien, August (2002). «Handbuch der altbulgarischen (altkirchenslavischen) Sprache. Grammatik, Texte, Glossar».  En Otto A. Rottmann, ed. Heidelberg: Winter. ISBN 3825314014.
- (en alemán) Leben und Wachstum der Sprache (con William Dwight Whitney), Leipzig:  F. A. Brockhaus, 1876.
- (en alemán) Die Declination im Slavisch-Litauischen und Germanischen, Leipzig, S. Hirzel, 1876. Actualmente en Leskien, August (1963). «Die Declination im Slavisch-Litauischen und Germanischen». Leipzig: Zentralantiquariat der DDR.
- (en ruso) Grammatika staroslavjanskogo jazyka (s dopolneniempo jazyku Ostromirova Evangelija), Moscova. 1890.
- (en alemán) Litauische, volkslieder und märchen, aus dem preussichen und dem russichen Litauen (con Karl Brugmann), Estrasburgo. K. J. Trubner. 1882.
- (en alemán) Zur Kritik der künstlichen Weltsprachen (con Karl Brugmann), Estrasburgo: K. J. Trubner. 1907.
- (en alemán) Litauisches Lesebuch mit Grammatik und Wörterbuch, Heidelberg: Winter. 1919.

### Traducciones y colaboraciones
- (en alemán) Allgemeine Encyclopädie der Wissenschaften und Künste (editado por Johann Samuel Ersch y Johann Gottfried Gruber), Leipzig, F. A. Brockhaus. Volúmenes bajo la responsabilidad de Leskien:
  - 2: H-N. 32., K - Karabulaken (1882).
  - 2: H-N. 33., Karachitaier - Karl V. von Lothringen (1883).
  - 2: H-N. 34., Karl (Herzog von Guise) - Kauffahrer (1883).
  - 2: H-N. 35., Kaufmann - Khôrasân (1884).
  - 2: H-N. 36., Khorsabad - Klein (Julius Leopold) (1884).
  - 2: H-N. 37., Kleinasien - Kochen (1885).
  - 2: H-N. 38., Kocher - Köppen (Friedrich) (1885).
  - 2: H-N. 39., Köppen (Peter v.) - Kriegk (1886).
  - 2: H-N. 40., Kriegsakademie - Kurzsichtigkeit (1887).
  - 2: H-N. 41., Kusnezk - Landsmannschaften (1887).
  - 2: H-N. 42., Landstände - Lehrte (1888).
  - 2: H-N. 43., Leibeigenschaft - Ligatur (1889).

## Misceláneas
- (en alemán) Hans Holm Bielfeldt, ed. (1975). «Slavische und baltische Forschungen. Sämtliche Leipziger Akademieschriften 1875-1911». Leipzig: Zentralantiquariat der DDR.
- (en alemán) Ernst Eichler; Gerhart Schröter, ed. (1991). «August Leskiens Vorlesungen zur vergleichenden Grammatik der slawischen Sprachen». Berlín: Akademie Verlag. ISBN 3050010649.